# Mittelbergheim
Mittelbergheim es una comuna francesa situada en la circunscripción administrativa del Bajo Rin y, desde el 1 de enero de 2021, en el territorio de la Colectividad Europea de Alsacia, en la región de Gran Este.
La localidad está afiliada a la asociación Les Plus Beaux Villages de France (Los Pueblos más Bonitos de Francia).

## Demografía
| 613 | 640 | 651 | 647 | 628 | 617 | 598 |
| Para los censos de 1962 a 1999 la población legal corresponde a la población sin duplicidades (Fuente: INSEE [Consultar]) |     |     |     |     |     |     |